# Francis Compton
Pour les articles homonymes, voir Compton.
Francis Compton, né en 1885 et mort le 17 septembre 1964, était un acteur américain.
Sa carrière de plus de 60 ans inclut des participations aux productions théâtrales de Idiot's Delight (1935), Othello (1943), Cyrano de Bergerac (1946) et Witness for the Prosecution (1955). On le verra aussi à la télévision et au cinéma par exemple dans Témoin à charge de Billy Wilder (1957).